# Хвойнинский район
Хвойнинский район — административно-территориальная единица (район)  в Новгородской области Российской Федерации. В рамках организации местного самоуправления в его границах функционирует Хвойнинский муниципальный округ (до марта 2020 года — муниципальный район).
Административный центр — рабочий посёлок Хвойная.

## География
Площадь территории — 3186,06 км². Район расположен на северо-востоке Новгородской области. Районный центр Хвойная расположен приблизительно в центре района.
Граничит:
- на востоке — с Чагодощенским районом Вологодской области;
- на юге (c запада, на восток) — с районами Новгородской области:

1. Боровичским
2. Мошенским
3. Пестовским

- на западе (c севера, на юг):

1. Бокситогорским районом Ленинградской области
2. Любытинским районом Новгородской области

Около 65 % территории района (210 426 га) занимают леса, преобладают сосновые леса разного типа с верховыми и переходными болотами и не заболоченными сосняками, брусничными и вересково-лишайниковыми. Болота занимают примерно 25 % площади района (58082 га).
Реки
Основные реки — Песь, Ратца, Кобожа.
Озёра
В районе насчитывается более 150 озёр. Наиболее крупные озёра Городно (1052 га), Березорадинское (580 га), Игорь (536 га), Видимирское (492 га), Старское (420 га).
Список озёр района (не полный):
| - Белое - Берёзорадинское - Большое Кузино - Большой Зегленец - Бувыкинское - Быковское - Видимирское - Вилея - Вялец - Глухое | - Говёнец - Городно - Граничное - Грихино - Долгое - Дриздино - Емецкое - Задельское - Задеменское - Игорь | - Карасиха - Крестоватое - Ламбушка - Лидинское - Лопатинское - Малое Кузино - Моркино - Мутвино - Неторечь - Ореховое | - Осташевское - Остречье - Падучее - Плоское - Подбельское - Полобжа - Ракитинское - Рябово - Самово - Светлое | - Синица - Синяя Вода - Старское - Струги - Съезжее - Теребецкое - Тошник - Чаичье - Чёрное - Чухново | - Шварковское - Щучье - Яковское - Ямное |

## История
В августе 1927 года был образован Минецкий район Боровичского округа Ленинградской области. В его состав вошли следующие сельсоветы:
- из Боровичского уезда Новгородской губернии:
  - из Кончанской волости: Мякишевский
  - из Кушеверской волости: Давыдовский, Емельяновский, Звягинский, Кашинский, Левочский, Перфильевский, Петропавловский, Старский, Теребутский, Тимошкинский, Ямской
  - из Минецкой волости: Бабский, Гришутинский, Жилоборский, Мышинский, Обечищский, Омошский, Остахновский, Пестовский, Погорельский, Шипиловский
- из Анисимовской волости Тихвинского уезда Череповецкой губернии: Смердомицкий.

В ноябре 1928 года были образованы Кушаверский, Минецкий, Отрадский и Подсосенский с/с. упразднены Бабский, Гришутинский, Левочский, Мышинский, Омошский, Перфильевский, Петропавловский, Погорельский, Теребутский и Тимошкинский с/с.
20 сентября 1931 года Минецкий район Ленинградской области был переименован в Хвойнинский район, а центр района из села Минцы перенесён на станцию Хвойная.
1 января 1932 года в состав Хвойнинского района вошли дополнительно 6 сельсоветов из упразднённого Кончанского района: Боровский, Гривский, Курковский, Миголощенский, Песковский и Пожарьевский, а также 2 сельсовета из Любытинского района — Бродский и Внутский и 1 сельсовет из Пикалёвского района — Стругский. В Хвойнинском районе стало 26 сельсоветов.
27 декабря 1933 года были упразднены Давыдовский и Пестовский сельсоветы.
20 августа 1935 года посёлок Хвойная преобразован в рабочий посёлок.
20 марта 1936 года Стругский сельсовет был передан в Ефимовский район.
20 февраля 1937 года из Мошенского района в Хвойненский был передан Задельский сельсовет.
Указом Президиума ВС СССР от 5 июля 1944 года была образована самостоятельная Новгородская область и Хвойнинский район вошёл в её состав.
8 июня 1954 года были упразднены Внутский, Гривский, Задельский, Звягинский, Кашинский, Курковский, Обечищский, Песковский, Подсосёнский, Смердомицкий, Шипиловский и Ямский сельсоветы.
30 декабря 1956 года были образованы Внутский, Курковский и Ямской с/с. 18 сентября 1958 года были образованы Задельский, Звягинский и Ракитинский с/с.
17 января 1961 года был упразднён Отрадский с/с, а Емельяновский с/с был переименован в Кабожский. 17 августа был упразднён Старский с/с. 30 марта 1962 года был упразднён Пожарьевский с/с.
24 декабря 1962 года посёлки Анциферово и Песь были отнесёны к категории рабочих посёлков.
10 декабря 1962 года Хвойнинский район упразднён, а его территория передана в Пестовский сельский район и в Хвойнинский промышленный район (рабочие посёлки Хвойная, Пестово, Песь, Неболчи и Анциферово).
Указом Президиума ВС РСФСР от 12 января 1965 года были упразднены промышленные районы, а сельские преобразованы в административно-территориальные районы, Хвойнинский район был воссоздан вновь. В его состав вошли рабочий посёлок Анциферово, Песь и Хвойная, а также сельсоветы Боровский, Внутский, Жилоборский, Задельский, Звягинский, Кабожский, Курковский, Кушаверский, Миголощский, Минецкий, Остахновский, Ракитинский и Ямский.
9 марта 1971 года был упразднён Задельский с/с.
9 апреля 1973 года был образован Сосновский с/с.
28 марта 1977 года были упразднены Курковский и Ямской с/с. 30 мая 1978 года был упразднён Жилоборский с/с.
11 февраля 1982 года Внутский с/с был переименован в Бродский.

## Население
| 1959    | 1989    | 2002    | 2005    | 2006    | 2007    | 2008    | 2009    | 2010    |
| ------- | ------- | ------- | ------- | ------- | ------- | ------- | ------- | ------- |
| 27 030  | ↘19 280 | ↘17 173 | ↘16 439 | ↘16 103 | ↘15 820 | ↘15 635 | ↘15 428 | ↗15 552 |
| 2012    | 2013    | 2014    | 2015    | 2016    | 2017    | 2018    | 2019    | 2020    |
| ↘15 233 | ↘15 094 | ↘15 051 | ↘15 037 | ↘14 950 | ↘14 697 | ↘14 297 | ↘13 983 | ↘13 734 |
| 2021    |         |         |         |         |         |         |         |         |
| ↘13 594 |         |         |         |         |         |         |         |         |

### Урбанизация
В городских условиях (рабочий посёлок Хвойная) проживают 44,8 % населения района.

### Национальный состав
По итогам переписи населения 2020 года проживали следующие национальности (национальности менее 0,1 % и другое, см. в сноске к строке «Другие»):
| Национальность | Численность, чел. | Доля     |
| -------------- | ----------------- | -------- |
| Русские        | 12 982            | 95,50 %  |
| Украинцы       | 99                | 0,73 %   |
| Азербайджанцы  | 51                | 0,38 %   |
| Армяне         | 26                | 0,19 %   |
| Молдаване      | 22                | 0,16 %   |
| Белорусы       | 21                | 0,15 %   |
| Татары         | 17                | 0,13 %   |
| Другие         | 376               | 2,76 %   |
| Итого          | 13 594            | 100,00 % |

## Административно-муниципальное устройство
В Хвойнинский район в рамках административно-территориального устройства входит 1 посёлок городского типа (рабочий посёлок) и 10 поселений как административно-территориальные единицы области.
В рамках муниципального устройства, одноимённый Хвойнинский муниципальный район включал 11 муниципальных образований, в том числе 1 городское поселение и 10 сельских поселений:
| №  | Муниципальное образование        | Административный центр         | Количество населённых пунктов | Население (чел.) | Площадь (км²) |
| -- | -------------------------------- | ------------------------------ | ----------------------------- | ---------------- | ------------- |
| 1  | Хвойнинское городское поселение  | рабочий посёлок Хвойная        | 1                             | ↘5637            | 13,86         |
| 2  | Анциферовское сельское поселение | село Анциферово                | 20                            | ↘1077            | 272,00        |
| 3  | Боровское сельское поселение     | деревня Боровское              | 19                            | ↗330             | 271,00        |
| 4  | Дворищинское сельское поселение  | деревня Дворищи                | 17                            | ↗486             | 314,00        |
| 5  | Звягинское сельское поселение    | деревня Звягино                | 14                            | ↘343             | 161,00        |
| 6  | Кабожское сельское поселение     | железнодорожная станция Кабожа | 23                            | ↘1760            | 321,20        |
| 7  | Миголощское сельское поселение   | деревня Миголощи               | 23                            | ↗432             | 299,00        |
| 8  | Минецкое сельское поселение      | село Минцы                     | 6                             | ↘507             | 373,00        |
| 9  | Остахновское сельское поселение  | деревня Остахново              | 17                            | ↗370             | 946,00        |
| 10 | Песское сельское поселение       | село Песь                      | 10                            | ↘1762            | 213,00        |
| 11 | Юбилейнинское сельское поселение | посёлок Юбилейный              | 1                             | ↘1520            | 2,00          |

Областным законом от 11 ноября 2005 года № 559-ОЗ на территории района было образовано 12 поселений как административно-территориальных единиц области, в том числе Хвойнинское. 1 января 2006 года в рамках муниципального устройства Областным законом от 17 января 2005 года N 396-ОЗ на территории муниципального района было образовано 12 муниципальных образований: одно городское и 11 сельских поселений.
C 12 апреля 2010 года вступил в силу областной закон № 726-ОЗ, по которому число сельских поселений (поселений) сократилось: было упразднено Бродское сельское поселение (поселение), включённое в Анциферовское сельское поселение (поселение) с определением административного центра в селе Анциферово.
Областным законом от 24 марта 2011 года Хвойнинское поселение как административно-территориальная единица была упразднена, при этом Хвойная осталась в перечне пгт (рабочих посёлков) области.
Законом Новгородской области от 3 марта 2016 года Дворищенское поселение было переименовано в Дворищинское поселение. Законом от 28 марта 2016 года наименование соответствующего муниципального образования также было изменено на Дворищинское сельское поселение.
В марте 2020 года все сельские и городское поселения Хвойнинского муниципального района были упразднены и объединены в Хвойнинский муниципальный округ.

## Населённые пункты
В Хвойнинском районе 151 населённый пункт.
| №   | Населённый пункт  | Тип                     | Население | Поселение     |
| --- | ----------------- | ----------------------- | --------- | ------------- |
| 1   | Анциферово        | деревня                 | →0        | Анциферовское |
| 2   | Анциферово        | село                    | ↘865      | Анциферовское |
| 3   | Аркадьевка        | деревня                 | ↗7        | Миголощское   |
| 4   | Бабье             | деревня                 | →0        | Остахновское  |
| 5   | Баслово           | деревня                 | ↘23       | Звягинское    |
| 6   | Бельково          | деревня                 | ↗20       | Дворищинское  |
| 7   | Берег             | деревня                 | ↗2        | Миголощское   |
| 8   | Бережок           | деревня                 | ↘3        | Кабожское     |
| 9   | Боровская Новинка | деревня                 | →5        | Боровское     |
| 10  | Боровское         | деревня                 | ↘96       | Боровское     |
| 11  | Ботнево           | деревня                 | ↘1        | Миголощское   |
| 12  | Брод              | деревня                 | ↘63       | Анциферовское |
| 13  | Бугры             | деревня                 | ↘10       | Звягинское    |
| 14  | Бугры             | железнодорожная станция | ↗139      | Звягинское    |
| 15  | Ванёво            | деревня                 | ↘2        | Боровское     |
| 16  | Василёво          | деревня                 | →0        | Песское       |
| 17  | Внуто             | деревня                 | ↘14       | Анциферовское |
| 18  | Ворониха          | деревня                 | ↘3        | Анциферовское |
| 19  | Воронское         | деревня                 | ↘1        | Минецкое      |
| 20  | Гайно             | деревня                 | ↗21       | Дворищинское  |
| 21  | Глездово          | деревня                 | 0         | Анциферовское |
| 22  | Голубиха          | деревня                 | →0        | Анциферовское |
| 23  | Горка             | деревня                 | ↘163      | Юбилейнинское |
| 24  | Горны             | деревня                 | ↘12       | Кабожское     |
| 25  | Горны             | железнодорожная станция | →0        | Кабожское     |
| 26  | Горный            | посёлок                 | ↘129      | Анциферовское |
| 27  | Городок           | деревня                 | →0        | Анциферовское |
| 28  | Грива             | деревня                 | →0        | Песское       |
| 29  | Гришутино         | деревня                 | →0        | Минецкое      |
| 30  | Гусево            | деревня                 | ↘29       | Боровское     |
| 31  | Дворищи           | деревня                 | ↘210      | Дворищинское  |
| 32  | Демидово          | деревня                 | →0        | Юбилейнинское |
| 33  | Демидово          | деревня                 | ↗64       | Остахновское  |
| 34  | Долбеники         | деревня                 | ↘3        | Анциферовское |
| 35  | Дубинина Горка    | деревня                 | →0        | Миголощское   |
| 36  | Дубье             | деревня                 | ↗3        | Миголощское   |
| 37  | Емельяновское     | деревня                 | ↘52       | Кабожское     |
| 38  | Ерзовка           | деревня                 | ↘2        | Анциферовское |
| 39  | Еросиха           | деревня                 | →0        | Анциферовское |
| 40  | Жилой Бор         | деревня                 | ↘28       | Остахновское  |
| 41  | Жирово            | деревня                 | →1        | Боровское     |
| 42  | Заделье           | деревня                 | ↘44       | Боровское     |
| 43  | Замостье          | деревня                 | ↗2        | Анциферовское |
| 44  | Заозерье          | деревня                 | →0        | Остахновское  |
| 45  | Заречье           | деревня                 | ↘2        | Остахновское  |
| 46  | Звягино           | деревня                 | →40       | Звягинское    |
| 47  | Зихново           | деревня                 | →0        | Боровское     |
| 48  | Ильино            | деревня                 | ↘9        | Звягинское    |
| 49  | Ильичино          | деревня                 | ↗2        | Анциферовское |
| 50  | Исаиха            | деревня                 | →1        | Песское       |
| 51  | Кабожа            | железнодорожная станция | ↘1063     | Кабожское     |
| 52  | Каменка           | деревня                 | →0        | Остахновское  |
| 53  | Карпово           | деревня                 | ↗2        | Миголощское   |
| 54  | Кашино            | деревня                 | ↗48       | Юбилейнинское |
| 55  | Киприя            | железнодорожная станция | 25        | Анциферовское |
| 56  | Клеймиха          | деревня                 | ↘7        | Боровское     |
| 57  | Клёново           | деревня                 | →0        | Миголощское   |
| 58  | Колмошино         | деревня                 | ↘13       | Миголощское   |
| 59  | Комарово          | деревня                 | ↗22       | Юбилейнинское |
| 60  | Красная Горка     | деревня                 | →0        | Звягинское    |
| 61  | Крепугино         | деревня                 | →0        | Миголощское   |
| 62  | Крестцы           | деревня                 | ↘2        | Кабожское     |
| 63  | Кривошеино        | деревня                 | ↗7        | Кабожское     |
| 64  | Кривуха           | деревня                 | →1        | Миголощское   |
| 65  | Кунцово           | деревня                 | ↘11       | Дворищинское  |
| 66  | Курково           | деревня                 | →0        | Миголощское   |
| 67  | Кушавера          | деревня                 | →7        | Дворищинское  |
| 68  | Кушавера          | железнодорожная станция | ↘110      | Дворищинское  |
| 69  | Лачино            | деревня                 | ↗5        | Остахновское  |
| 70  | Левоча            | село                    | ↘256      | Кабожское     |
| 71  | Лезгино           | деревня                 | →0        | Боровское     |
| 72  | Лесной            | посёлок                 | ↘121      | Песское       |
| 73  | Лопатино          | деревня                 | ↘1        | Песское       |
| 74  | Макарьино         | деревня                 | →8        | Юбилейнинское |
| 75  | Маклаково         | деревня                 | →1        | Боровское     |
| 76  | Малая Горка       | деревня                 | 4         | Миголощское   |
| 77  | Миголощи          | деревня                 | ↘296      | Миголощское   |
| 78  | Минцы             | село                    | ↘528      | Минецкое      |
| 79  | Молодильно        | деревня                 | ↗8        | Миголощское   |
| 80  | Мутишино          | деревня                 | ↗5        | Боровское     |
| 81  | Мышино            | деревня                 | ↘0        | Остахновское  |
| 82  | Мякишево          | деревня                 | →101      | Боровское     |
| 83  | Мячино            | деревня                 | ↗3        | Остахновское  |
| 84  | Назарьино         | деревня                 | →0        | Анциферовское |
| 85  | Наротово          | деревня                 | ↗4        | Миголощское   |
| 86  | Нива              | деревня                 | ↘53       | Дворищинское  |
| 87  | Никитино          | деревня                 | ↘113      | Звягинское    |
| 88  | Новинка           | деревня                 | ↗21       | Анциферовское |
| 89  | Новинка           | деревня                 | →1        | Звягинское    |
| 90  | Ножкино           | деревня                 | →14       | Анциферовское |
| 91  | Носково           | деревня                 | ↗11       | Кабожское     |
| 92  | Обечищи           | деревня                 | ↗17       | Остахновское  |
| 93  | Омошье            | деревня                 | →5        | Минецкое      |
| 94  | Опарино-1         | деревня                 | ↘4        | Миголощское   |
| 95  | Опарино-2         | деревня                 | ↗3        | Миголощское   |
| 96  | Орёл              | деревня                 | →0        | Боровское     |
| 97  | Остахново         | деревня                 | ↘258      | Остахновское  |
| 98  | Остров            | деревня                 | ↘0        | Дворищинское  |
| 99  | Отрада            | деревня                 | ↘7        | Кабожское     |
| 100 | Паледи            | деревня                 | ↘0        | Минецкое      |
| 101 | Пальцево          | деревня                 | ↘1        | Звягинское    |
| 102 | Перфильево        | деревня                 | ↗39       | Кабожское     |
| 103 | Першутино         | деревня                 | →2        | Миголощское   |
| 104 | Пески             | деревня                 | →0        | Боровское     |
| 105 | Песь              | деревня                 | ↘5        | Песское       |
| 106 | Песь              | село                    | ↗1684     | Песское       |
| 107 | Погорелка         | деревня                 | ↘0        | Минецкое      |
| 108 | Погорелово        | деревня                 | ↗1        | Остахновское  |
| 109 | Подсосна          | деревня                 | →0        | Остахновское  |
| 110 | Пожарьё           | деревня                 | ↘4        | Миголощское   |
| 111 | Полобжа           | деревня                 | →0        | Кабожское     |
| 112 | Попцово           | деревня                 | ↘19       | Кабожское     |
| 113 | Потолоково        | деревня                 | →0        | Остахновское  |
| 114 | Прокшино          | деревня                 | ↗30       | Звягинское    |
| 115 | Ракитино          | деревня                 | ↘80       | Песское       |
| 116 | Раменье           | деревня                 | ↘56       | Юбилейнинское |
| 117 | Ронино            | деревня                 | →5        | Дворищинское  |
| 118 | Рябково           | деревня                 | →0        | Боровское     |
| 119 | Савкино           | деревня                 | ↘3        | Кабожское     |
| 120 | Сафоново          | деревня                 | →0        | Песское       |
| 121 | Сёхино            | деревня                 | →1        | Кабожское     |
| 122 | Ситница           | деревня                 | ↗10       | Миголощское   |
| 123 | Слатино           | деревня                 | ↗5        | Остахновское  |
| 124 | Смёнково          | деревня                 | ↗3        | Миголощское   |
| 125 | Спасово           | деревня                 | ↘51       | Миголощское   |
| 126 | Старое            | деревня                 | ↘3        | Звягинское    |
| 127 | Стёпаново         | деревня                 | ↗12       | Дворищинское  |
| 128 | Стремково         | деревня                 | ↘22       | Кабожское     |
| 129 | Стрижево          | деревня                 | →0        | Анциферовское |
| 130 | Сухолжино         | деревня                 | ↘35       | Кабожское     |
| 131 | Ташково           | деревня                 | →0        | Боровское     |
| 132 | Теребут           | деревня                 | ↗4        | Кабожское     |
| 133 | Терехово          | деревня                 | ↘70       | Боровское     |
| 134 | Тимошкино         | деревня                 | ↗17       | Кабожское     |
| 135 | Тризново          | деревня                 | →1        | Звягинское    |
| 136 | Удовище           | деревня                 | ↗2        | Анциферовское |
| 137 | Федеево           | деревня                 | →0        | Кабожское     |
| 138 | Филистово         | деревня                 | →1        | Боровское     |
| 139 | Хвойная           | рабочий посёлок         | ↗6090     | Хвойнинское   |
| 140 | Чудское           | деревня                 | →0        | Звягинское    |
| 141 | Шварково          | деревня                 | →0        | Остахновское  |
| 142 | Шестерня          | деревня                 | ↘4        | Кабожское     |
| 143 | Шилово            | деревня                 | ↗6        | Боровское     |
| 144 | Шипилово          | деревня                 | →0        | Остахновское  |
| 145 | Шуйно             | деревня                 | ↗18       | Дворищинское  |
| 146 | Щипцово           | деревня                 | ↘16       | Дворищинское  |
| 147 | Юбилейный         | посёлок                 | ↘1520     | Юбилейнинское |
| 148 | Яковлево          | деревня                 | ↗13       | Звягинское    |
| 149 | Ямница            | деревня                 | →0        | Миголощское   |
| 150 | Ямское            | деревня                 | ↘0        | Дворищинское  |
| 151 | Яхново            | деревня                 | ↘0        | Песское       |

Постановлениями правительства Новгородской области от 29 января и 28 февраля 2020 года, деревни Полобжа, Теребут, Федеево, Шестерня, Ямское были исключены из Дворищинского поселения и переданы в Кабожское поселение, а деревни Горка, Демидово, Кашино, Комарово, Макарьино, Раменье были исключены из Кабожского поселения и переданы в Юбилейнинское поселение.
Постановлением Правительства Новгородской области от 05.07.2021 № 192 населённые пункты Горка Миголощского поселения и Новинка Боровского поселения были переименованы, соответственно, в Малую Горку и Боровскую Новинку.

## Экономика

### Промышленность и лесопользование
- ООО «Производственная компания», п. Хвойная. Производство пива, напитков и минеральной воды.
- ООО «Хвойная-Хлеб», п. Хвойная. Производство хлеба и хлебобулочных изделий.
- ООО «Техлес», п. Хвойная. Заготовка древесины, производство пиломатериалов.
- ООО «Емельяновская биофабрика», д. Емельяновское. Производство фиточая.
- ООО «Леспром», п. Хвойная.Заготовка древесины, производство пиломатериалов.
- ООО «Леспромстрой», ст. Кабожа. Заготовка древесины, производство пиломатериалов.
- ЗАО «Норд», п. Хвойная.Заготовка древесины, производство пиломатериалов.
- ООО «КушавераТорф», посёлок Юбилейный. Добыча и агломерация торфа. (Торф для сельского хозяйства. Торф топливный, производство торфогрунтов)
- ООО Новеврощебень, п. Горный. Разработка гравийных и песчаных карьеров (производство щебня, песков и др.)
- СПК «Левочский», с. Левоча. Производство молочной продукции.
- ООО "Б2", п. Хвойная. Содержание и ремонт дорог

### Полезные ископаемые
Торф, сапропель, минеральная вода, строительные пески, гравий (Долбеники), глины, доломит, болотная руда.

### Сельское хозяйство
- 4 сельскохозяйственные организации
- 40 крестьянско-фермерских хозяйств
- более 6000 личных подсобных хозяйств
- поголовье крупного рогатого скота- 1913 гол., в том числе коров 887 гол. (2018)
- поголовье свиней- 375 гол. (2018)
- поголовье овец и коз- 538 гол. (2018)
- производство мяса- 279 тонн (2018)
- производство молока- 4948 тонн (2018)
- производство зерна- 2549 тонн (2018)
- производство картофеля- 2947 тонн (2018)

### Молочное животноводство
- СПК «Левочский» (На 1 января 2019 года — 868 голов КРС, в том числе 410 коров)
- ООО «Надежда» (На 1 января 2019 года — 190 голов КРС, в том числе 89 коров)
- ООО «Молодильно» (На 1 января 2019 года — 261 голов КРС, в том числе 161 коров)

### СМИ
- Газета Новая Жизнь

## Транспорт
- Железнодорожные пути Октябрьской железной дороги:

1. Санкт-Петербург — Мга — Кириши — Неболчи — Хвойная — Кабожа — Пестово — Москва (Москва Савел.)
2. Кабожа — Подборовье

- Железнодорожные станции:

1. Хвойная
2. Кабожа
3. Бугры
4. Песь
5. Соминка
6. Анциферово-Мологское
7. Ракитино
8. Кушавера

- Узкоколейная железная дорога Кушаверского торфопредприятия находится в посёлке Юбилейный.

Расстояния:
от ст. Хвойная: до Москвы — 497 км, до Санкт-Петербурга — 278 км
по шоссе от Хвойной до Новгорода — 258 км

## Учреждения культуры
Перечень структурных подразделений Муниципального бюджетного учреждения культуры Централизованного культурно-досугового объединения (МБУК ЦКДО) «Гармония»(174580 Новгородская область, Хвойнинский район, п. Хвойная, ул. Советская, д.3а:
- Песский сельский Дом культуры, 174576 Новгородская область, Хвойнинский район, с. Песь, пер. Почтовый, д.3а
- Анциферовский социально-культурный комплекс

1. Анциферовский сельский Дом культуры, 174574 Новгородская область, Хвойнинский район, с. Анциферово, ул. Октябрьская, д.22
2. Сельский Дом культуры п. Горный, 174575 Новгородская область, Хвойнинский район, п. Горный, ул. Песчаная, д.10

- Звягинский социально-культурный комплекс

1. Звягинский сельский Дом культуры, 174561 Новгородская область, Хвойнинский район, д. Звягино, ул. Школьная, д.4
2. Сельский клуб ст. Бугры, 174565 Новгородская область, Хвойнинский район, ст. Бугры, ул. Молодёжная, д.5

- Дворищский социально-культурный комплекс

1. Дворищский сельский Дом культуры, 174563 Новгородская область, Хвойнинский район, д. Дворищи, ул. Советская, д.3
2. Кушаверский сельский Дом культуры, 174570 Новгородская область, Хвойнинский район, ст. Кушавера, ул. Советская

- Миголощский сельский Дом культуры, 174593 Новгородская область, Хвойнинский район, д. Миголощи, ул. Сосновая, д.31
- Остахновский сельский Дом культуры, 174572 Новгородская область, Хвойнинский район, д. Остахново, ул. Новая, д.1а
- Кабожский социально-культурный комплекс

1. Кабожский сельский Дом культуры, 174560 Новгородская область, Хвойнинский район, ст. Кабожа, ул. Вокзальная, д.54
2. Левочский сельский Дом культуры, 174560 Новгородская область, Хвойнинский район, с. Левоча, ул. Никольская, д.7

- Минецкий сельский Дом культуры, 174585 Новгородская область, Хвойнинский район, с. Минцы, ул. Первомайская, д.10
- Сельский Дом культуры п. Юбилейный, 174581 Новгородская область, Хвойнинский район, п. Юбилейный, пер. Спортивный, д.2
- Дом культуры п. Хвойная, 174581 Новгородская область, Хвойнинский район п. Хвойная, ул. Денисова д.1
- Кинотеатр «Заря», 174580 Новгородская область, Хвойнинский район, п. Хвойная ул. Советская д.3а

## Социальные объекты
- ОАУЗ Хвойнинская центральная районная больница
- ГОБУЗ Детский противотуберкулёзный санаторий "Хвойное"
- МАОУ "Средняя школа № 1 п. Хвойная", имени Героя Советского Союза Алексея Макаровича Денисова[33], основана в 1936 году[34].
- МАОУ "Средняя школа № 2 им. Е.А. Горюнова п. Хвойная", была организована в 1938 году, как полная средняя школа № 36, в 1942…1943 гг. в здании школы размещался эвакогоспиталь № 2753[35].
- МАОУ "Средняя школа с. Песь"[36]
- МАОУ "Средняя школа с. Левоча[37]"
- МАОУ "Средняя школа с. Анциферово[38]"
- Филиал МАОУ "Средняя школа с. Песь" в д. Миголощи
- МАОУ "Средняя школа п. Юбилейный[39]"
- Филиал МАОУ "Средняя школа п. Юбилейный" в с. Минцы[40]
- Филиал МАОУ "Средняя школа с. Левоча" в д. Никитино
- Филиал МАОУ "Средняя школа № 2 п. Хвойная" в д. Остахново
- МАДОУ "Детский сад № 2 п. Хвойная"[41]
- МАДОУ "Детский сад № 1 п. Хвойная"[42]
- МАДОУ "Детский сад" с. Песь[43]
- МАДОУ "Детский сад" п. Юбилейный[44]
- МАДОУ "Детский сад" с. Левоча[45]
- Филиал МАДОУ "Детский сад" с. Левоча на ст. Кабожа
- МАДОУ "Детский сад" д. Дворищи[46]
- ГОБОУ "Адаптированная школа-интернат № 9" д. Мякишево

## Достопримечательности
- заказник «Карстовые озёра»
- на берегу озера Игорь, есть валун «Змеиный камень» высотой около трёх метров, он объявлен памятником природы.
- Храм преподобного Никандра Городноезерского, п. Хвойная
- Храм святого мученика Иоанна Воина, д. Миголощи
- Храм Николая Чудотворца, с Левоча
- Храм Георгия Победоносца, с. Минцы
- Храм Успения Пресвятой Богородицы, д. Внуто
- Храм Воздвижения Креста Господня, с. Песь
- Храм Пресвятой Троицы, д. Видимир
- Храм Преображения Господня, д. Молодильно
- Храм Пророка Илии, д. Ножкино
- В среднем течении реки Кушавера отмечена концентрация археологических памятников эпохи раннего железа, культуры псковско-вологодских длинных курганов, культуры сопок, древнерусского времени, что нехарактерно для северной части Молого-Мстинского водораздела[47]

## Люди, связанные с районом
- Гущин, Борис Петрович (01.03.1919 — 26.04.1991) — Герой Советского Союза, уроженец деревни Кошели[48]
- Денисов, Алексей Макарович — Герой Советского Союза, родился в деревне Зихново 5 июня 1922 года[33][49].
- Киренков, Тимофей Петрович — Герой Советского Союза, родился в 1909 году в селе Ямное.
- Маркирьев Александр Маркирьевич — Герой Социалистического Труда уроженец деревни Бережок, лётчик, во время Великой Отечественной войны сделал 186 боевых вылетов, 130 раз перелетал линию фронта к партизанам, за что награждён двумя орденами Красного Знамени, орденом Отечественной войны I степени и медалями. Звание Героя Социалистического Труда присвоено во время работы командиром воздушного судна — Ил-18 Красноярского управления гражданской авиации.
- Горюнов, Евгений Александрович — уроженец 1930 года деревни Яхново, Заслуженный лётчик-испытатель СССР, инженер Жуковской лётно-испытательной и доводочной базы, Герой Российской Федерации.
- Николай Зайцев (танкист) — посмертно был представлен к званию Героя Советского Союза, родом из деревни Полобжа, по каким-то причинам присвоение звания не состоялось, был награждён орденами Красной Звезды, Красного Знамени и Отечественной войны.